# Animetal Marathon III
Animetal Marathon III: Tsuburaya Productions Collection (アニメタル・マラソンⅢ ～円谷プロ編～?, Animetaru Marason Surī ~Tsuburaya Puro Hen~) è il terzo album della band giapponese heavy metal Animetal. Il tema principale dell'album è la serie di Ultra, prodotto da Tsuburaya Productions e Eiji Tsuburaya.

## Tracce
1. Ultra Q Main Title ~Theme of Ultra Q~ (ウルトラQメインタイトル～ウルトラQのテーマ～?, Urutora Kyū Mein Taitoru ~Urutora Kyū no Tēma~)
2. Song of Ultraman (ウルトラマンの歌?, Urutoraman no Uta)
3. Song of Ultraseven (ウルトラセブンの歌?, Urutora Sebun no Uta)
4. ULTRA SEVEN
5. Song of Mighty Jack (マイティジャックの歌?, Maiti Jakku no Uta)
6. City of Fear (恐怖の町?, Kyōfu no Machi, Three-Fingered Kappa (河童の三平?, Kappa no Sanpei))
7. Return of Ultraman (帰ってきたウルトラマン?, Kaettekita Urutoraman)
8. Theme of Monster Attack Team (MATのテーマ?, Matto no Tēma)
9. Song of Mirrorman (ミラーマンの歌?, Mirāman no Uta)
10. Ultraman Ace (ウルトラマンA?, Urutoraman Ēsu)
11. Song of Terrible Monster Attacking Crew (TACの歌?, Takku no Uta)
12. Redman (レッドマン?, Reddoman)
13. Song of Triple Fighter (トリプルファイターのうた?, Toripuru Faitā no Uta)
14. Emergency Orders 10.4-10.10 (緊急指令１０－４・１０－１０?, Kinkyū Shirei Ten Fō Ten Ten)
15. Fireman (ファイヤーマン?, Faiyāman)
16. Jumborg Ace (ジャンボーグA?, Janbōgu Ēsu)
17. Fight! Jumborg 9 (戦え！ジャンボーグ９?, Tatakae! Janbōgu Nain)
18. Ultraman Taro (ウルトラマンタロウ?, Urutoraman Tarō)
19. Ultraman Leo (ウルトラマンレオ?, Urutoraman Reo)
20. Fight! Ultraman Leo (戦え！ウルトラマンレオ?, Tatakae! Urutoraman Reo)
21. Ballad of the Starry Sky (星空のバラード?, Hoshizora no Barādo)
22. Army of Apes (猿の軍団?, Saru no Gundan, Time of the Apes)
23. Go! Born Free (行け！ボーンフリー?, Yuke! Bōnfurī, Dinosaur Exploration Party Born Free (恐竜探検隊ボーンフリー?, Kyōryū Tanken Tai Bōnfurī))
24. Come On! Aztecaizer (カモン！アステカイザー?, Kamon! Asutekaizā, Pro-Wrestler of the Stars Aztecaizer (プロレスの星 アステカイザー?, Puroresu no Hoshi Asutekaizā))
25. Fight! Aizenborg (戦え！アイゼンボーグ?, Tatakae! Aizenbōgu, Dinosaur War Aizenborg (恐竜大戦争アイゼンボーグ?, Kyōryū Daisensō Aizenbōgu))
26. Journey of Youth (青春の旅立ち?, Seishun no Tabidachi)
27. Dinosaur Squadron Koseidon (恐竜戦隊コセイドン?, Kyōryū Sentai Koseidon)
28. The Ultraman (ザ・ウルトラマン?, Za Urutoraman)
29. Ultraman 80 (ウルトラマン８０?, Urutoraman Eiti)
30. Andromelos (アンドロメロス?, Andoromerosu)
31. Hero of Dreams (夢のヒーロー?, Yume no Hīrō, Denkou Choujin Gridman)
32. TAKE ME HIGHER (Ultraman Tiga)
33. Ultraman Dyna (ウルトラマンダイナ?, Urutoraman Daina)